# Жоель Монтейру
Жоель Монтейру (фр. Joël Monteiro; нар. 5 серпня 1999, Сьйон) — швейцарський футболіст, нападник клубу «Янг Бойз» та національної збірної Швейцарії. Виступав також за клуби «Лозанна» та «Лозанна Уші». Дворазовий чемпіон Швейцарії. Володар Кубка Швейцарії.

## Клубна кар'єра
Жоель Монтейру народився 1999 року в місті Сьйон у сім'ї португальського футболіста кабовердійського походження Елтона Монтейру, та є вихованцем футбольної школи клубу «Сьйон». З 2017 до 2021 року Монтейру грав у нижчолігових швейцарських командах «Адзуррі», «Контей» і «Тім Во».
У 2020 році футболіст перейшов до складу клубу «Лозанна», в якому грав до 2021 року. У 2021 році Монтейру перейшов до клубу «Янг Бойз», проте керівництво клубу віддало гравця в короткотривалу оренду до клубу «Лозанна Уші». Після повернення з оренди футболіст кабовердійського походження став гравцем основного складу бернського клубу, та одним із головних бомбардирів клубу.

## Виступи за збірну
У 2024 році Жоель Монтейру дебютував у складі національної збірної Швейцарії. Станом на листопад 2024 року зіграв у складі збірної 4 матчі, в яких відзначився 1 забитим м'ячем.

## Титули і досягненн я
- Чемпіон Швейцарії (2):

«Янг Бойз»: 2022–2023, 2023–2024
- Володар Кубка Швейцарії (1):

«Янг Бойз»: 2022–2023